# Kruchaweczka najdelikatniejsza
Kruchaweczka najdelikatniejsza, kruchaweczka nietykalna (Psathyrella noli-tangere (Fr.) A. Pearson & Dennis) – gatunek grzybów należący do rodziny kruchaweczkowatych (Psathyrellaceae).

## Systematyka i nazewnictwo
Pozycja w klasyfikacji według Index Fungorum: Psathyrella, Psathyrellaceae, Agaricales, Agaricomycetidae, Agaricomycetes, Agaricomycotina, Basidiomycota, Fungi.
Po raz pierwszy opisał go w 1838 r. Elias Fries nadając mu nazwę Agaricus noli-tangere. Obecną, uznaną przez Index Fungorum nazwę nadali mu Arthur Anselm Pearson i Richard William George Dennis w 1947 r.
Synonimy:
- Agaricus noli-tangere Fr. 1838
- Drosophila noli-tangere (Fr.) Quél 1886
- Drosophila noli-tangere var. laureata (Quél.) Quél. 1888
- Pannucia noli-tangere (Fr.) P. Karst. 1879
- Pilosace laureata (Quél.) Kuntze 1898
- Pilosace noli-tangere (Fr.) Kuntze 1898
- Psathyra laureata Quél. 1879
- Psathyra noli-tangere (Fr.) Quél., Mém 1872
- Psathyra noli-tangere var. laureata (Quél.) Sacc. 1911
- Psathyrella noli-tangere var. minor J. Favre 1948

Stanisław Domański w 1955 r. nadał temu gatunkowi polską nazwę kruchaweczka nietykalna. Władysław Wojewoda uznał ją za nieodpowiednią i w 2003 r. zaproponował nazwę kruchaweczka najdelikatniejsza.

## Występowanie
Władysław Wojewoda w swoim zestawieniu grzybów wielkoowocnikowych Polski w 2003 r. podaje 3 jego stanowiska. Gatunek rzadki. Znajduje się na Czerwonej liście roślin i grzybów Polski. Ma status R – gatunek potencjalnie zagrożony z powodu ograniczonego zasięgu geograficznego i małych obszarów siedliskowych.
Saprotrof. Występuje w lasach na terenach podmokłych, szczególnie w błotnistych obrzeżach stawów, z gęstym pokładem butwiejących liści (zwłaszcza bukowych), oraz w rowach.